# Гур, Иехуда
Иехуда Гур (при рождении Гразовский Иехуда; 31 декабря 1862, Погост — 21 января 1950, Тель-Авив) — израильский лингвист, лексикограф, писатель, переводчик, педагог. Один из первых писателей на иврите в Эрец-Исраэль.

## Биография
Родился в местечке Погост Минской губернии в семье Исайи-Рувима Гразовского, происходившего из раввинской семьи. Учился в Воложинской иешиве. Затем уехал в Вильно, где учился искусству фотографии.
В 1887 эмигрировал в Эрец-Исраэль. Изначально работал сельскохозяйственным рабочим, затем ночным сторожем, служащим. В 1893—1895 издавал совместно с И.Барзилаем ежемесячник общества Бней-Моше «Михтавим ме-Эрец-Исраэль» («Письма из Эрец-Исраэль»). Вместе с Д. Иделовичем основал первый Хистадрут ха-морим ха-ивриим — профессиональный союз учителей, преподававших на иврите в Эрец-Исраэль. Был одним из пионеров метода «Иврит бе-иврит», когда иврит преподается без использования какого-либо другого языка для объяснения. Занимался переводами на иврит ряда произведений западноевропейской литературы, в том числе романы «Робинзон Крузо» Д. Дефо, «Принц и нищий» М. Твена, сказки Х. К. Андерсена, произведения Ж. Верна, Ч. Диккенса.
В 1893 вместе с Э. Бен-Йехудой и Д.Иделовичем редактировал газету для детей «Олам Катон». В 1903 совместно И. Клаузнером он опубликовал «Карманный словарь» иврита, а затем серию малых словарей (иврит-иврит, иврит-английский, английский-иврит, иврит-немецкий, немецкий-иврит, русский-иврит, иврит-французский, французский-иврит, иврит-польский). В 1920 Гур и Давид Елин издали иллюстрированный словарь языка иврит. С 1937 занимался составлением «Миллон ха-сафа ха-иврит» («Словаря языка иврит»), опубликованного в расширенном варианте в 1947. В 1939 подготовил «Словарь иностр. слов».
В 1947 был удостоен премии имени Бялика.